# 中山堂
中山堂（ちゅうざんどう）は台北市中心の延平南路に位置する建築物。日本統治時代の1936年12月26日に台湾総督府営繕課の井手薫の設計で建築され、当初は台北公会堂（たいほくこうかいどう）と称した。1945年、中華民国国民政府により台湾が接収されると現在の名称に改名され、1992年1月には中華民国政府による国家二級古跡（直轄市定古跡）指定を経て2019年に国定古跡に昇格した。

## 歴史

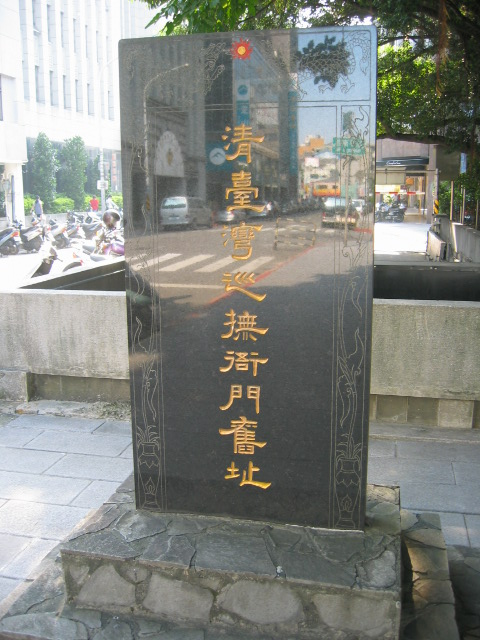
清台灣巡撫衙門旧址碑

1887年、当時台湾を統治していた清朝は福建台湾省の下に台湾布政使司を設けた。1889年、台北城西門内の西門街北側に政使司衙門を建築、台湾における行政の中心地とされた。1895年5月、下関条約により台湾が日本に割譲されることとなったが、これに反対する勢力が台湾民主国を建国。政使司衙門が総統府として使用されたが、わずか2週間で政権は崩壊し、同年6月に日本軍が進駐し布政使司衙門を接収した。その後1919年に台湾総督府（現在の中華民国総統府）が完成するまでの間、布政使司衙門は台湾総督府の庁舎として使用されていた。
1931年に総督府は皇太子裕仁親王（のちの昭和天皇）行啓の記念と民間の文化活動に供するため、布政使司衙門を取り壊し新たに公会堂を建設する計画を発表する。1932年8月、総督府は布政使司衙門を現在の台北市立植物園に移転させ、同年12月に台北公会堂の建設工事が着工、1936年12月に完成している。
1945年の日本敗戦に伴う第10方面軍司令官・安藤利吉（台湾総督）の降伏調印式が台北公会堂で行われ、同年中華民国政府により台北市中山堂と改称され、1949年の中華民国政府の台湾への移転後は中山楼が完成する1966年まで国民大会の議事堂として用いられた。

## 特色

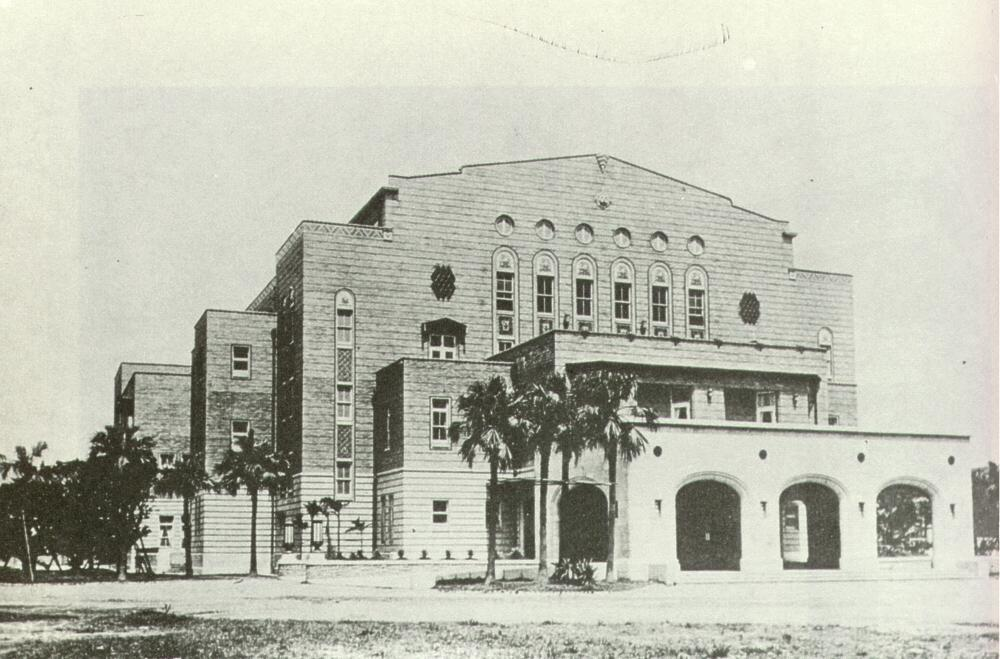
日本統治時代の台北公会堂

市民集会の場所として建設された台北公会堂は、1936年当時、その規模と設備は東京、大阪、名古屋に次ぐ規模を有していた。設計は台湾総督府営繕課の井手薫の他、八阪志賀助、神谷犀次郎などが手がけ、実際の建設は台湾総督府営繕課により実施された。
台北公会堂の幅は60.5m、奥行き113mで、4階建ての床面積4,000平方メートルであり、内部は集会室と食堂により構成されている。集会室は2階構造であり、座席数は2,056席、映画上映設備を有していたため1950年代から1960年代にかけては公務員・教員を対象とした無料映画上映が行われていた。また、国民大会も1966年に中山楼が完成する以前は台北公会堂で開催されていた。
食堂は3階にあり、床面積は1,400平方メートル。その他に娯楽室、理髪室、貴賓室、厨房などが設置されている。また、屋上には反射式望遠鏡を備えた天文台が設置されていたが、これは戦後円山天文台に移設されている。この他、戦後になり公会堂広場に孫文の銅像（市指史跡）及び抗日戦争勝利記念碑が設置されている。
1936年に完成した台北公会堂は、戦時体制が強まる初期であったため単純な設計が行われた。建築的には1930年代に流行した鉄筋コンクリート構造を基本とし、外壁には北投窯場で生産された浅緑タイルを採用。また、台湾では珍しいアラブ様式の窓などが特徴として挙げられる。

## 現況
現在は台北中山堂の名称で台北市の所有となり、台湾の演劇界での重要な発表の場として使用されている。